# Cratere Neleus
Neleus è un cratere sulla superficie di Teti.